# Museo Civico (Sienne)
Pour les articles homonymes, voir Museo Civico.
Le Museo Civico est l'un des musées de la ville de Sienne en Toscane (Italie). Il est installé dans les étages supérieurs du Palazzo Pubblico, édifice civil emblématique de la ville situé dans le bas de la Piazza del Campo, la place centrale de Sienne qui accueille deux fois par an le Palio.

## Composantes du musée

### Salle de la Mappemonde

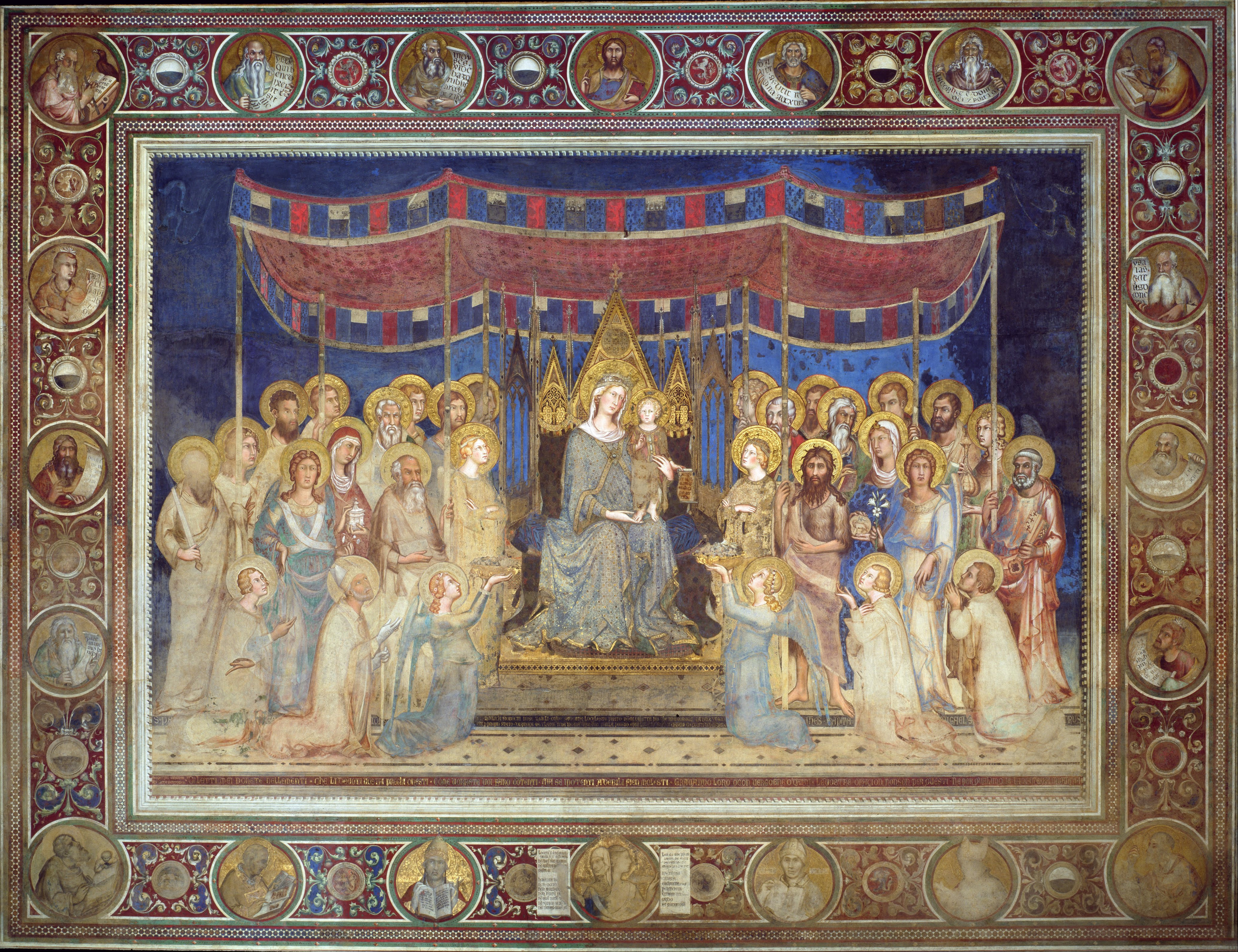
la Maestà de Simone Martini.

Au premier étage, la plus grande des salles, la salle de la Mappemonde (Sala del Mappamondo), doit son nom à la mappemonde tournante peinte par Ambrogio Lorenzetti en 1345 (elle a été plus tard détruite). Elle abrite deux fresques murales de Simone Martini, la Maestà et le portrait équestre du condottiere Guidoriccio da Fogliano, le représentant au moment du siège de Montemassi. Les fresques de Lippo Vanni, la battaglia della Val di Chiana et de Giovanni di Cristofano Ghini et Francesco d'Andrea, la battaglia del Poggio Imperiale, célèbrent deux victoires remportées par Sienne sur Florence.

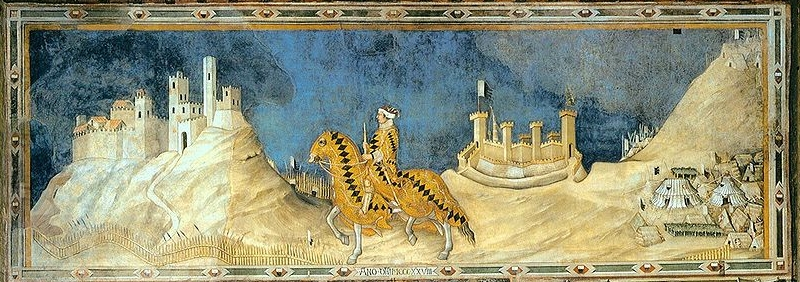
Guidoriccio da Fogliano par Simone Martini (1328).

### Salle des Neuf

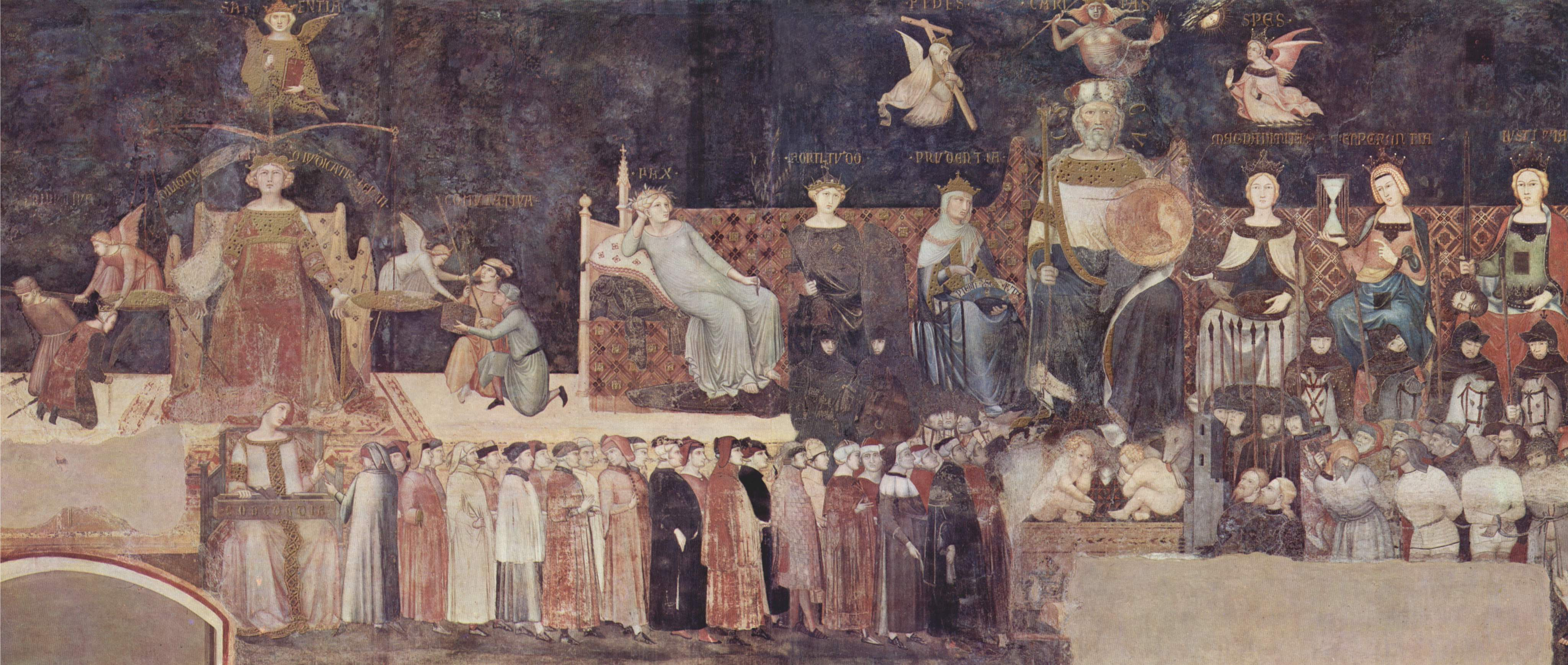
Les effets du bon gouvernement de Lorenzetti

La salle des Neuf (Sala dei Nove) doit son nom au conseil de neuf citoyens « gouverneurs et défenseurs de la commune et du peuple » qui s'y réunit entre 1287 et 1355. Elle abrite la fresque d'Ambrogio Lorenzetti des Effets du bon et du mauvais gouvernement, peinte à partir de 1338.

### Salle des Balia

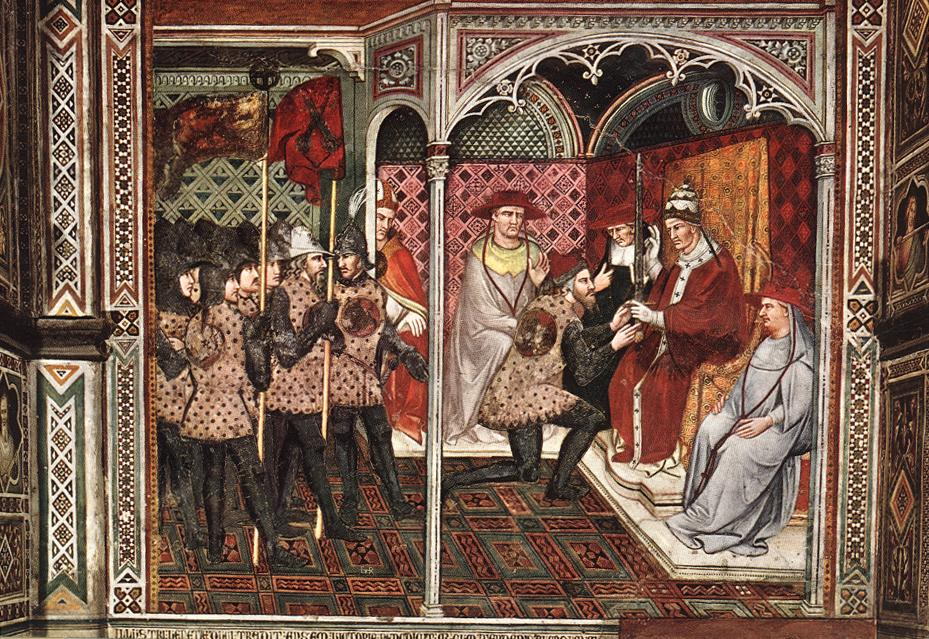
Le pape Alexandre III recevant un ambassadeur de Spinello Aretino

La sala di Balia (la Balia est le corps permanent qui siégea dans la salle à partir de 1455) ou sala del Papa a été décorée en 1407 par Martino di Bartolomeo et Spinello Aretino de fresques représentant au plafond les Vertus et sur les murs la vie du Pape siennois Alexandre III.

### Antichapelle
L'Antecappella est ainsi nommée parce qu'elle mène à la chapelle, mais on l'appelle également Anteconsistoro parce qu’elle donne aussi accès à la sala del Consistoro. Les fresques ont été peintes par Taddeo di Bartolo en 1413-1414. Elles célèbrent les vertus nécessaires à un bon gouvernement. C’est ainsi que sont représentées les Vertus cardinales (Justice, Force et Prudence) considérées également comme des vertus politiques (virtutes politicae), la Religion et la Magnanimité. Taddeo di Bartolo a peint également une série d’hommes illustres (Cicéron, Judas Macchabée, Scipion l'Africain, Caton l'Ancien, Caius Mucius Scaevola, Manius Curius Dentatus) qui personnifient, par leur exemple, ces mêmes vertus. Le programme iconographique fut conçu par deux des plus importants citoyens siennois, Pietro de’ Pecci, qui enseignait au studio de Sienne et Cristoforo di Andrea.

### Chapelle des seigneurs

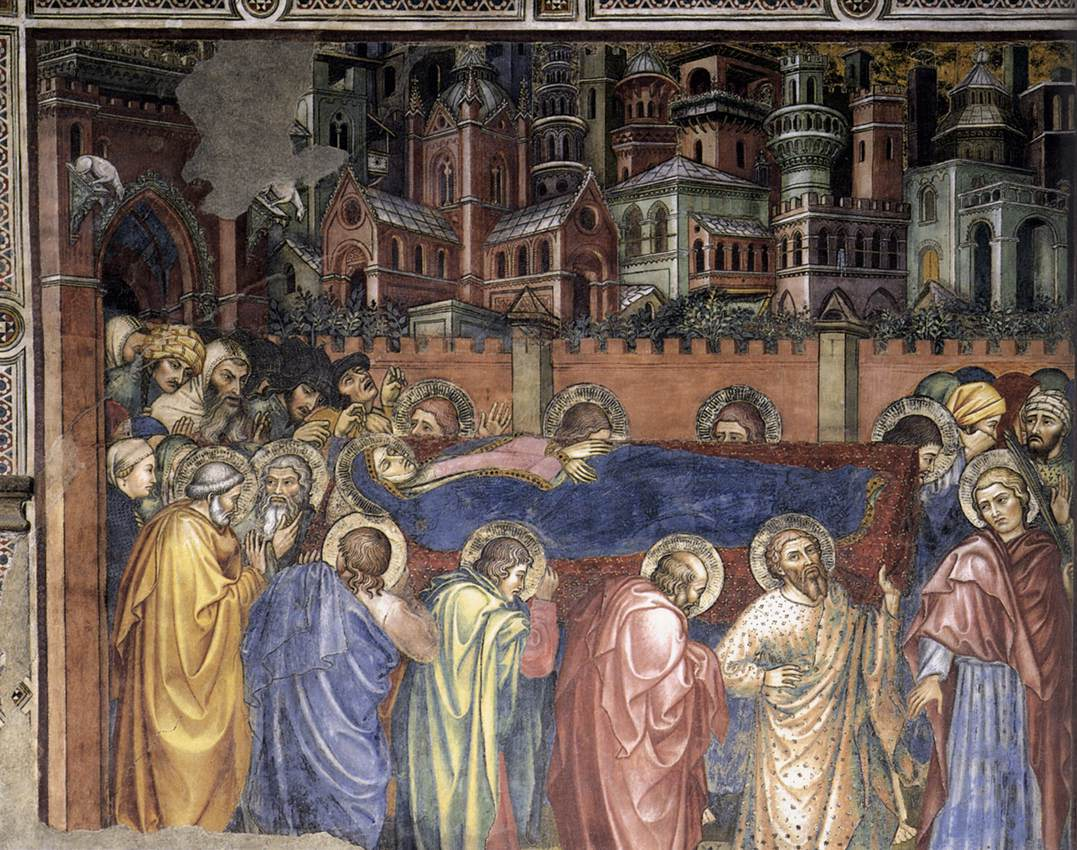
Les Funérailles de la Vierge, Taddeo di Bartolo

La chapelle est décorée de fresques illustrant la vie de la Vierge (L'Adieu aux Apôtres, La Mort de la Vierge, Les Funérailles de la Vierge, l'Assomption) peintes en 1406-1407 par Taddeo di Bartolo.
Les stalles sont l'œuvre du sculpteur sur bois et marqueteur sur bois Domenico di Niccolo qui en reçut la commande en 1415. Elles furent installées dans la chapelle en 1428.

### Salle du Consistoire

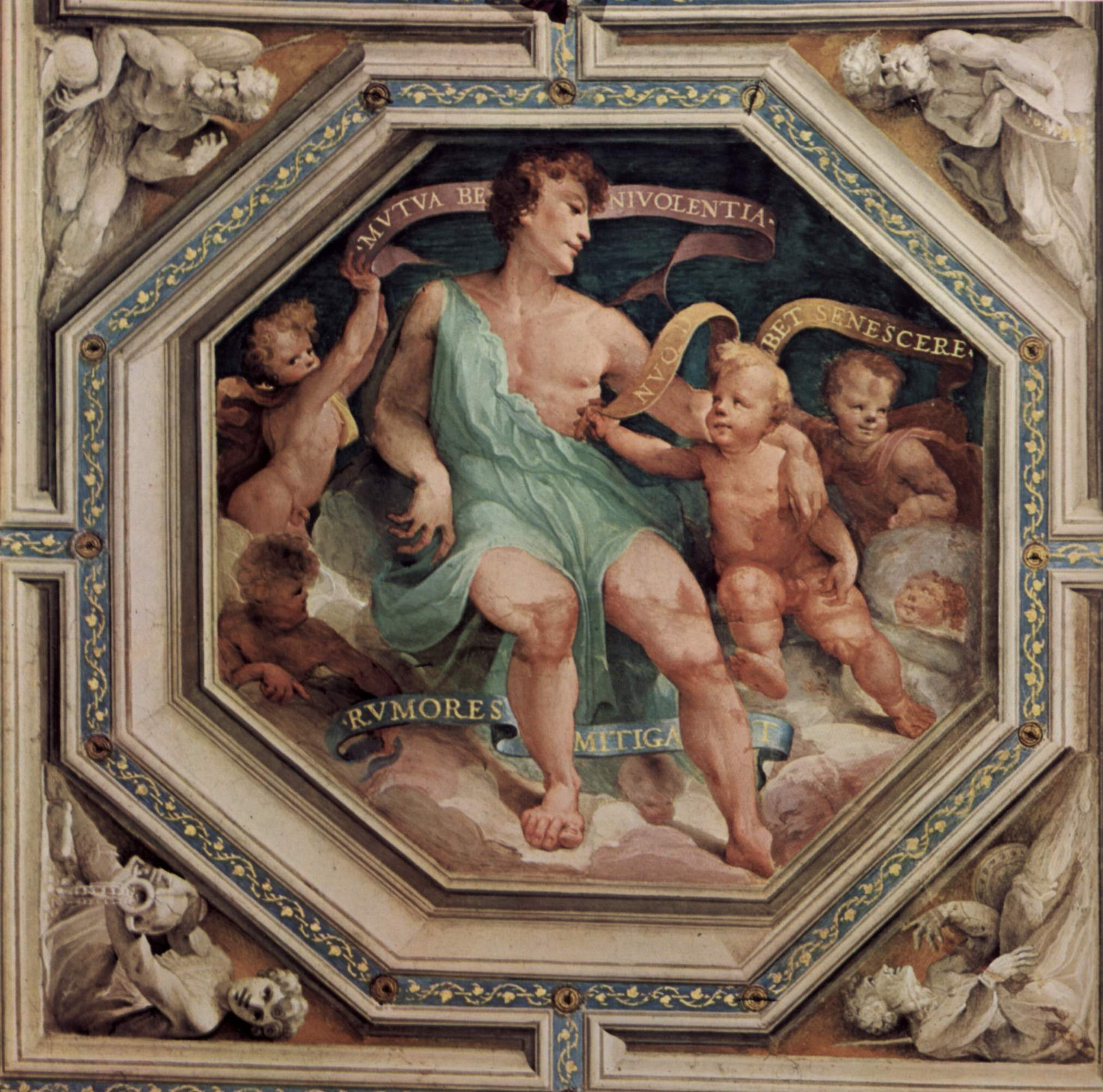
Mutua benivolentia, Domenico Beccafumi.

Les murs de la Sala del Concistoro sont ornés de tapisseries des Gobelins. Les fresques du plafond (exécutées entre 1529 et 1535) sont l’œuvre de Domenico Beccafumi. Il a peint sur la voûte même les trois vertus nécessaires à un bon gouvernement : la Justice (Justizia), l’Amour de la patrie (Amor di patria) et la bienveillance mutuelle (Mutua buennevolenza). Les scènes peintes sur la frise sont tirées des mythologies grecque et romaine (Murcius Manlius tombant du Capitole, La Décapitation de Spurius Cassius, Postumius Tiburcius faisant mettre à mort son fils, Le Sacrifice du roi Codrus, Publius Mucius faisant condamner ses collègues au bûcher, La Réconciliation de Marcus Emilius Lepidus et Fulvius Flaccus) et illustrent ces mêmes vertus civiques.

### Salle du Risorgimento(ou de Victor-Emmanuel II)

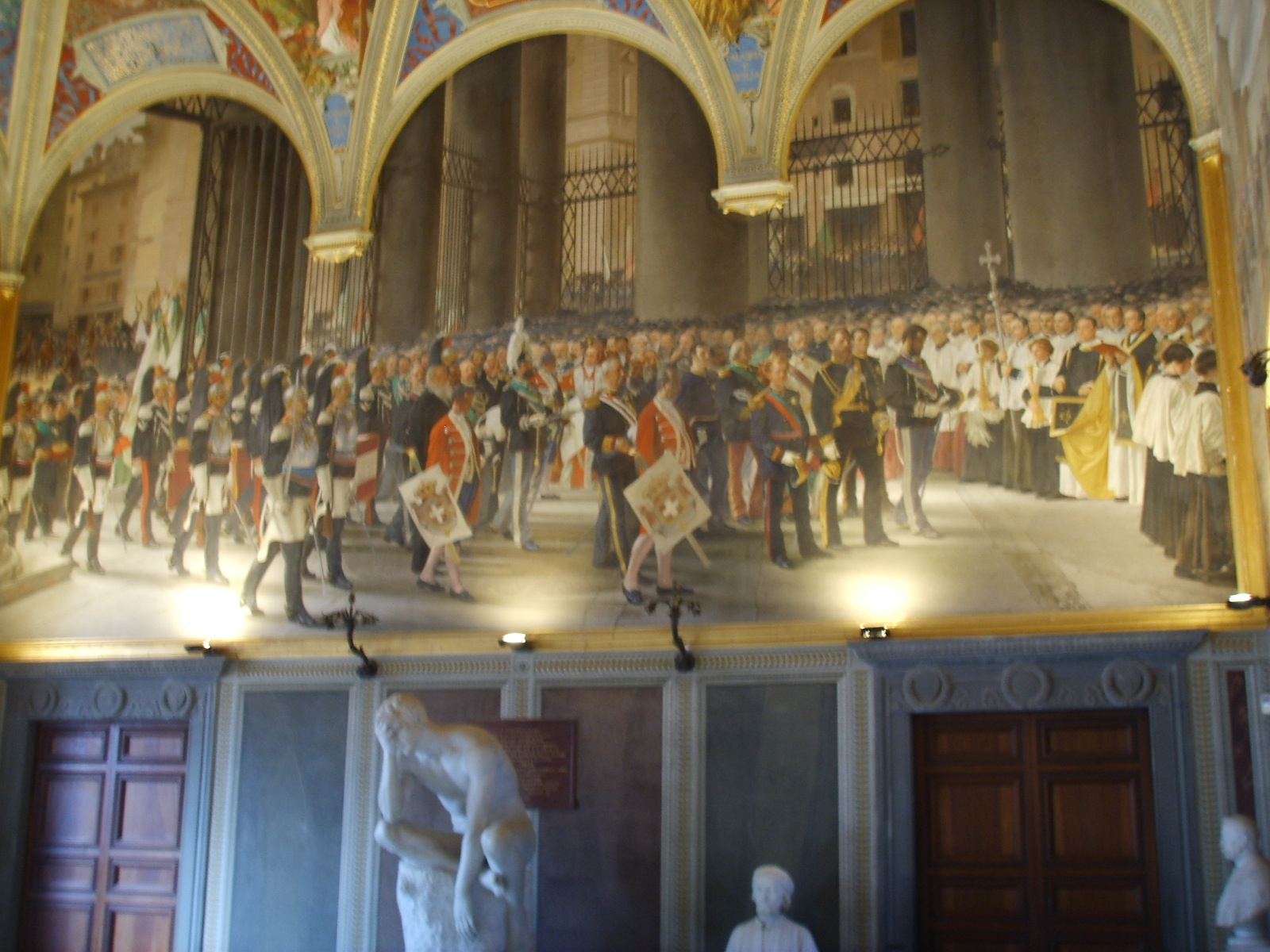
Fresque de Cesare Maccari, Transfert du corps de Victor-Emmanuel II au Panthéon, 1887.

Consacrée au Risorgimento, elle célèbre par ses fresques (terminées en 1890) les hauts faits du roi de la maison de Savoie pour l'unification italienne :
- Rencontre de Victor-Emmanuel II avec le maréchal Radetzky à Vignale, par Pietro Aldi
- Bataille de Palestro, par Amos Cassioli
- Bataille de San Martino, également réalisée par Amos Cassioli
- Rencontre de Teano entre Victor-Emmanuel et Garibaldi, par Pietro Aldi
- Présentation du plébiscite à Victor-Emmanuel II, par Cesare Maccari
- Funérailles de Victor-Emmanuel II (ou Transfert du corps de Victor-Emmanuel II d'Italie au Panthéon), également par Cesare Maccari[6].